# Cantuğ Temel
Cantuğ Temel (* 10. Juni 1994 in Bafra) ist ein türkischer Fußballtorhüter in Diensten von Akhisar Belediyespor.

## Karriere

### Vereinskarriere
Temel begann mit dem Vereinsfußball in der Jugend von Orduspor. 2012 erhielt er hier zwar einen Profivertrag, jedoch spielte er eine Saison lang ausschließlich für die Reservemannschaft. Im Sommer 2013 wurde er dann für die Dauer von zwei Spielzeiten an den Drittligisten Istanbul Güngörenspor ausgeliehen.
Nach der Saison 2013/14 wurde sowohl sein Vertrag mit Istanbul Güngörenspor, als auch mit Orduspor aufgelöst. Im Sommer 2014 wurde Temel vom Erstligisten Akhisar Belediyespor verpflichtet. Bereits nach einer Saison verließ er diesen klub.

### Nationalmannschaft
Temel begann 2012 seine Nationalmannschaftskarriere mit einem Einsatz für die türkische U-19-Nationalmannschaft. Anschließend wurde er mehrmals für die türkische U-20- und U-21-Nationalmannschaft nominiert, kam aber bei all diesen Nominierungen als Ersatzkeeper zu keinem Einsatz.
2013 spielte er in zwei Partien für die türkische Olympiaauswahl.